# 智海 (Girl's Day)
禹智海（： Woo Ji Hae，1989年5月14日—），藝名智海（： Ji Hae），韓國女藝人，DreamTea娛樂旗下女子組合Girl's Day前成員、副唱、主Rapper及主領舞，其代表色為黃色，於2010年7月9日以單曲《Girl's Day Party#1》正式出道，但於2012年10月因專注學業而退出，並離開DreamTea娛樂。